# Svjetionik Otok Sušac
Svjetionik Otok Sušac je svjetionik na vrhu otočića Sušca, na sredini Jadranskog mora, istočno od otoka Lastova.
Svjetionik je sagrađen 1879. godine na visokoj litici iznad uvale Trešjavac u jugoistočnom dijelu otoka. Zgrada svjetionika je dvokatnica pravokutnog tlocrta s četveroslivnim krovom iznad kojeg se uzdiže četverokutna kula s lanternom.

## Zaštita
Pod oznakom RST-1426-1996 zavedena je kao nepokretno kulturno dobro – pojedinačno, pravna statusa zaštićena kulturnog dobra, klasificirano kao "profana graditeljska baština".